# Kirche Lasdehnen
Die Kirche in Lasdehnen (russisch Кирха Ласденена, der Ort hieß zwischen 1938 und 1946: Haselberg) ist ein neugotischer Backsteinbau mit Apsis und hohem Turm. Bis 1945 war sie evangelisches Gotteshaus für die im Kirchspiel des einst ostpreußischen Ortes und der heute Krasnosnamensk genannten Stadt im Nordosten der russischen Oblast Kaliningrad (Gebiet Königsberg (Preußen)). Seit 1992 ist sie gottesdienstliches Zentrum der örtlichen russisch-orthodoxen Gemeinde.

## Geographische Lage
Die heutige Kreisstadt Krasnosnamensk liegt am Scheschuppe-Fluss im Schnittpunkt mehrerer Regional- und Nebenstraßen. Bis zur Staatsgrenze nach Litauen sind es zehn Kilometer. Eine Bahnanbindung besteht seit 1945 nicht mehr.
Die Kirche steht im einstigen Ortsteil Neuhof-Lasdehnen (1938 bis 1946: Altbaum, russisch: Smolenskoje) auf einem steil zur Scheschuppe abfallenden Hügel in einiger Entfernung zum Stadtzentrum. Der hohe Turm lässt die Kirche weithin sichtbar sein.

## Kirchengebäude
Eine erste bereits 1578 vorhandene Kirche in Lasdehnen wurde – wohl durch den Einfall der Schamaiten – zerstört und abgebrannt. Ein Nachfolgebau, für den Kurfürsten Friedrich Wilhelm das Geld und die Ziegel gestiftet hatte, wurde 1869 wegen Baufälligkeit geschlossen.
Nach Entwürfen des preußischen Baumeisters und Berliner Architekten Friedrich August Stüler wurde 1875 mit dem Bau einer neuen Kirche begonnen, deren Grundsteinlegung am 8. Juni 1875 erfolgte. Die Bauregie führte der Pillkaller Kreisbaumeister Costede. Es entstand ein rechteckiger neugotischer Ziegelbau mit Apsis und einem 40 Meter hohen Turm. Als dreischiffige Basilika bot die Kirche Platz für 1.100 Gottesdienstbesucher. Im Osten befand sich der Altarraum mit zwei seitlichen Anbauten. Im Westen hatte der Turm ebenfalls zwei Anbauten.
Der Innenraum der Kirche war wie ihr Äußeres in neugotischem Stil gehalten. Über dem mittleren Kirchenschiff war die Decke gewölbt. Der Altar war eine Holzarbeit, der Taufstein aus Terrakotta gebildet. Vor 1945 befanden sich im Pfarrarchiv noch ein Glasbild von 1578, ein Abendmahlskelch von 1691 sowie eine Patene von 1661.
Während des Zweiten Weltkrieges war die Kirche nur wenig beschädigt worden. Nach 1945 allerdings wurde sie zweckentfremdet und als Lagerhalle benutzt. Immerhin blieb das Gebäude auf diese Weise einigermaßen unversehrt erhalten. Nur an der südlichen Mauer war eine quadratische Tür durchgebrochen worden. Im oberen Teil des Turms, an seiner Südostecke, steckte ein nicht explodiertes Artilleriegeschoss.
Im Jahre 1991 wurde der Bau an die Russisch-orthodoxe Kirche übereignet. Diese ließ eine grundlegende Renovierung durchführen und stattete den Altarraum mit einer – der orthodoxen Liturgie entsprechenden – Ikonostase aus. Im Oktober 1992 erhielt die Kirche die Weihe durch Metropolit Kyrill I. Sie trägt seither den Namen der „Heiligen Apostel Peter und Paul“.

## Kirchengemeinde
Die bis 1945 bestehende evangelische Kirchengemeinde Lasdehnen (ab 1938: Haselberg) erfuhr ihre Gründung im Jahre 1578. Einst zur Inspektion Ragnit gehörig war sie zuletzt Teil des Kirchenkreises Pillkallen (Schloßberg) in der Kirchenprovinz Ostpreußen der Kirche der Altpreußischen Union. Im Jahr 1925 zählte sie 8061 Gemeindeglieder, die in einem weitflächigen Kirchspiel von mehr als 50 Dörfern, Ortschaften und Wohnplätzen (darunter 13 Schulorte) lebten. Amtierte an der Kirche zunächst lediglich ein Geistlicher, so wurde ab 1846 ein Hilfsprediger eingesetzt und ab 1874 eine zweite Pfarrstelle errichtet.
Flucht und Vertreibung der einheimischen Bevölkerung sowie die restriktive Kirchenpolitik der Sowjetunion machten kirchliches Leben nach 1945 in Lasdehnen wie im ganzen Gebiet der Oblast Kaliningrad nicht mehr möglich.
Erst in den 1990er Jahren entstanden neue evangelische und auch orthodoxe Gemeinden. So konnte sich in Krasnosnamensk eine russisch-orthodoxe Gemeinde mit der einst evangelischen Pfarrkirche als Gotteshaus etablieren. Sie ist Teil der Diözese Kaliningrad und Baltijsk der Russisch-orthodoxen Kirche. Für evangelische Kirchenglieder allerdings liegt die nächste – evangelisch-lutherische – Gemeinde in Sabrodino (Lesgewangminnen, 1938 bis 1946 Lesgwangen). Sie gehört zur Propstei Kaliningrad (Königsberg) der Evangelisch-lutherischen Kirche Europäisches Russland.

### Kirchspielorte (bis 1945)
Zum Kirchspiel der Kirche Lasdehnen (Haselberg) gehörten vor 1945 neben dem Pfarrort (eingeschlossen der Wohnplatz Bergershof, heute russisch: Samarskoje) noch 54 Dörfer, Ortschaften und Wohnplätze:
| Name                                      | Änderungsname 1938 bis 1946 | Russischer Name                         |  | Name                                | Änderungsname 1938 bis 1946 | Russischer Name                         |
| ----------------------------------------- | --------------------------- | --------------------------------------- |  | ----------------------------------- | --------------------------- | --------------------------------------- |
| Alt Skardupönen                           | Königsfeld                  |                                         |  | *Löbegallen                         | Löbenau                     | Tolstowo                                |
| *Alxnupönen                               | Altsnappen                  | Wyssokoje                               |  | Löblaugken                          | seit 1929: Waldlinden       | Rossoschanskoje, jetzt: Ostrogoschskoje |
| Ambrasgirren                              | seit 1929: Waldlinden       | Rossoschanskoje, jetzt: Ostrogoschskoje |  | Lubinehlen                          | Lubenwalde                  | Illowaiskoje                            |
| Antbudupönen                              | Vormwalde                   |                                         |  | *Maszuiken 1936–38: Maschuiken      | Blockswalde                 | Udarnoje                                |
| Bagdohnen                                 | Rodungen                    | Scheikino                               |  | Neu Löbegallen                      | Neulöbenau                  | Meschduretschje                         |
| *Ballupönen                               | Ballen                      | Poljanskoje                             |  | *Neu Skardupönen                    | Grenzwald                   | Pugatschowo                             |
| Beinigkehmen                              | Beinicken                   | Dolgoje                                 |  | Neuhof-Lasdehnen                    | Altbaum                     | Smolenskoje                             |
| Budupönen                                 | Sandhöhe                    | Berestowoje                             |  | Nickelstanaten                      | Altbaum                     | Smolenskoje                             |
| Darguszen (Forst) 1936–38: Darguschen     | Siebeneichen                | Sredneretschje                          |  | Payszeln 1936–38: Payscheln         | Insterwangen                | Lwowskoje                               |
| Endruscheiten                             | Kleinluben                  | Udarnoje                                |  | *Plonszöwen                         | seit 1936: Waldhufen        | Paporotnoje                             |
| Eygarren                                  | Eigern                      |                                         |  | Rucken                              |                             | Rossoschanskoje, jetzt: Ostrogoschskoje |
| Grenzwald                                 |                             | Pugatschowo                             |  | Sallehnen                           | Sallen                      |                                         |
| Gricklaugken                              | Bönick                      | Selenolessje                            |  | Schillenehlen                       | Flußfelde                   |                                         |
| Groß Darguszen 1936–38: Groß Darguschen   | Tanneck                     |                                         |  | *Schilleningken                     | Ebertann                    | Chlebnikowo                             |
| *Groß Wersmeningken                       | Langenfelde                 | Belkino                                 |  | Schönhof                            |                             |                                         |
| Hermoneiten                               | Hermannsdorf                | Jolkino                                 |  | Sturmen                             |                             | Paporotnoje                             |
| Inster (Forst)                            |                             |                                         |  | Szogelgalwen 1936–38: Schogelgalwen | Kiefernhorst                |                                         |
| *Jucknaten                                | Meißnersrode                | Illowaiskoje                            |  | Trakinnen                           |                             |                                         |
| Kalnischken                               | Hohentann                   |                                         |  | *Tulpeningken                       | Tulpeningen                 | Saretschnoje                            |
| Kallwellen (Forst)                        | Lindnershorst               |                                         |  | *Tuppen                             |                             | Podgorodnoje                            |
| Karunischken                              | Königsfeld                  |                                         |  | Uszballen 1936–38: Uschballen       | Lindnershorst               | Poljanskoje                             |
| Klein Darguszen 1936–38: Klein Darguschen | Grenzheide                  | Sredneretschje                          |  | Uszbördszen 1936–38: Uschbördschen  | Karpfenwinkel               | Ostrogoschsnoje                         |
| Klein Wersmeningken                       | Dreßlershausen              |                                         |  | Uszeszuppen 1936–38: Uscheschuppen  | Altbaum                     | Smolenskoje                             |
| Klohnen                                   |                             |                                         |  | Uszproduppen 1936–38: Uschproduppen | Dachsheide                  | Udarnoje                                |
| Königshuld                                | Friedrichsweiler            | Poljanskoje                             |  | Wersmeningken (Forst)               | Langenfelde                 |                                         |
|                                           |                             |                                         |  | Weszkallen 1936–38: Weschkallen     | Forsthusen                  | Grusdewo                                |
| *Lasdinehlen                              | Sommerswalde                | Mitschurino                             |  | Weszkallen (Forst)                  | seit 1929: Waldlinden       | Rossoschanskoje, jetzt: Ostrogoschskoje |
| *Laukehlischken                           | Cäsarsruhe                  | Danilewskoje                            |  | Woitekaten                          | Ostfurt                     | Saretschnoje                            |

### Pfarrer (1578–1945)
An der Kirche Lasdehnen amtierten 32 evangelische Geistliche:
- Stanislaus Musa, bis 1584.
- Daniel Musa, 1584–1623
- Johann Wittich, 1623–1631
- Johann von Sanden, 1631–1643
- Tobias Woller, bis 1666.
- Johann Sperber, 1666–1683
- Gottfried Sperber, 1683–1688
- Abraham David Lüneburg, 1688–1706
- Johann Christ. Rosochatius, 1698–1709
- Johann Schultz, 1709–1710
- Johann Friedrich Falck, 1710–1754
- Carl Christoph Schiemann, 1753–1764
- Daniel Gottfried Dresler, 1764–1799
- Johann Ernst Lengnick, 1798–1826
- August Ferdinand Lengnick, 1825–1827
- Gotthilf Wilhelm Ernst, 1827–1844
- Carl Wilhelm Gottfried Schreiner, 1844–1866
- Theodor Otto Leopold Pastenaci, 1846–1853[9]
- Hermann Jacob Theodor Krüger, 1853–1855
- Hugo Richard Friedrich Marcus, 1855–1860
- Georg Adolf Michael Kerkau, bis 1896.
- Gustav Eduard Friedrich Hahn, 1866–1877[9]
- Eugen Louis Oskar Stephani, 1874–1880
- Ludwig Emil Mack, 1877–1905[9]
- Carl Johann Robert Schimkus, 1887–1896
- Alfred Otto Johann Schulz, 1896–1910
- Georg Louis B. Wittke, 1905–1925
- Ernst Köhler, 1911–1916
- Kurt Donde, 1920–1932
- Hans Jakobsen, 1923–1926
- Erich Sack, 1926–1943
- Gustav Müller, 1933–1945

### Kirchenbücher
Von den Kirchenbüchern der Pfarrei Lasdehnen/Haselberg haben sich erhalten und werden im Sächsischen Staatsarchiv in Leipzig aufbewahrt:
- Taufen: 170 bis 1834.
- Trauungen: 1683 bis 1702, 1705 bis 1765, 1803 bis 1834.
- Begräbnisse: 1710 bis 1834.